# Jacques Duquesne (écrivain)
Pour les articles homonymes, voir Jacques Duquesne et Duquesne.
Jacques Duquesne, né le 18 mars 1930 à Dunkerque et mort le 5 juillet 2023 à Paris, est un journaliste et écrivain français.

## Biographie
Né à Dunkerque en 1930, Jacques Duquesne est marqué par la bataille livrée en mai-juin 1940, autour de la ville et du port, lors de l'évacuation du Corps expéditionnaire britannique, bataille qu'il a plusieurs fois évoquée dans ses livres.
Il étudie à l'École libre des sciences politiques et s'engage au sein de la Jeunesse étudiante chrétienne (JEC). Secrétaire général de l'Association catholique de la jeunesse française en 1954, il est élu président du Conseil de la Jeunesse de l'Union française en octobre 1955, ce qui l'amène à beaucoup voyager dans les anciennes colonies d'Afrique.
Il travaille d'abord à La Croix comme grand reporter (1957-1964), il débarque en Algérie pour ses premiers reportages juste après la fameuse bataille d'Alger. Il publie des articles pour dénoncer la torture en Algérie. Il collabore ensuite à Panorama chrétien (1964-1970) et à L'Express (1967-1971). En 1972, il participe à la fondation du magazine Le Point, avant d'en devenir le rédacteur en chef (1974-1977). Il devient ensuite directeur général du groupe des publications de La Vie (1977-1979).
Il sert en 1987 de caution journalistique au groupe Bouygues lors de la privatisation de TF1.
Il retourne au Point, dont il devient le président-directeur général (1985-1990). Finalement, en 1997, il prend le poste de président du conseil de surveillance de L'Express. Il préside l'Association pour le soutien des principes de la démocratie humaniste, qui chapeaute l'ensemble du groupe Sipa - Ouest-France.
Il compte à son actif plusieurs romans et de nombreux essais, certains sur des thèmes religieux.
Il a été président du Bateau Feu, scène nationale de Dunkerque, de 1991 à 2016.
En 2004, dans un essai, il s'est opposé à une éventuelle définition dogmatique de Marie corédemptrice, suivant en cela la position du concile Vatican II.
Il meurt le 5 juillet 2023 à l'âge de 93 ans dans son appartement parisien. Il est inhumé le 13 juillet au cimetière du Montparnasse (division 3) à Paris, après des obsèques célébrées à l'église Saint-Séverin.

## Publications
- 1958 : L'Algérie ou la guerre des mythes
- 1961 : Sujet ou citoyen
- 1963 : Les 16-24 ans
- 1965 : Les Prêtres
- 1966 : Les Catholiques français sous l'Occupation
- 1968 : Demain une Église sans prêtres ?
- 1970 : Dieu pour l'homme d'aujourd'hui
- 1972 : La Gauche du Christ
- 1973 : Les 13-16 ans prix Montyon 1974 de l’Académie française
- 1976 :  Le Cas Jean-Pierre: l'affaire de Bruay, préface de Me Georges Pinet, Stock
- 1977 : Le Dieu de Jésus
- 1977 : La Grande Triche
- 1979 : Une voix, la nuit
- 1981 : La Rumeur de la ville
- 1983 : Maria Vandamme prix Interallié[2]
- 1985 : Saint Éloi
- 1985 : Alice van Meulen
- 1986 : Les Catholiques français sous l'occupation
- 1988 : Au début d'un bel été
- 1989 : Les vents du nord m'ont dit
- 1990 : Catherine Courage
- 1992 : Jean Bart
- 1994 : Laura C.
- 1994 : Jésus
- 1996 : Théo et Marie
- 1997 : Le Dieu de Jésus
- 1998 : L'Exposition universelle de 1900 (préface)
- 1998 : Le Bonheur en 36 vertus
- 1999 : Dieu expliqué à mes petits enfants
- 2000 : Les Années Jean Paul II
- 2000 : Aline (Les héritières, t. 1)
- 2000 : Aurélie (Les héritières, t. 2)
- 2001 : Céline (Les héritières, t. 3)
- 2001 : Pour comprendre la guerre d'Algérie
- 2002 : Et pourtant nous étions heureux
- 2004 : Marie, mère de Jésus
- 2004 : L'Histoire de l'Église : à travers 100 chefs-d'œuvre de la peinture (préface)
- 2005 : Dieu, malgré tout
- 2007 : Judas, le deuxième jour
- 2007 : Yvonne-Aimée n'a pas son âge
- 2009 : Le Diable, Plon
- 2012 : Le Mal d'Algérie, Plon
- 2012 : Carnets secrets de la guerre d'Algérie
- 2014 : Saint François
- 2016 : Histoires vraies : une vie de journaliste
- 2017 : Dunkerque 1940, une tragédie française

## Filmographie
- 1989 : Maria Vandamme (7 d'or du meilleur auteur)
- 1993 : Catherine Courage
- 1999 : Jésus
- 2002 : La Rafle du Vel d'Hiv (documentaire cosigné par Gilles Nadeau)

## Pour approfondir